# Има Сумак
 Тази статия е за перуанската певица.  За растението вижте Сумак.  
Има Сумак (на испански: Yma Sumac, Imma Sumack, Ymma Sumack, Ima Sumack) е легендарна перуанска певица, родена на 13 септември 1922 в Ичоакан, регион Кахамарка. Известна е с уникалния си глас, който обхваща четири, а в най-добрите ѝ години дори пет октави _ от бас до сопран (горе-долу в диапазона между 123 и 2270 херца). Това ѝ носи прозвището Славеят на Андите. Истинското ѝ име е Соила Аугуста Емператрис Чавари дел Кастийо (Zoila Augusta Emperatriz Chavarri del Castillo). Изпълнителка е на оперни арии и народна музика. Тя печели Световен рекорд на Гинес за най-голяма музикална ценност през 1956 г. "Ima sumaq" означава „каква красота“ на кечуа.
Открита е сред индианско племе на Перуанските Анди. Става много популярна в родината си през 1940-те години на XX век, а в Европа и САЩ добива популярност през 1950-те с албума си Voice of the Xtabay (1950, тираж – половин милион). За първи път нейни песни са пуснати по радиото през 1942 г. На 6 юни същата година се омъжва за композитора и ръководител на оркестър Моузис Виванко. Двамата многократно се събират и разделят, докато окончателно връзката им приключва през 1965 г.
В края на 1960-те публиката започва да я забравя, но през 1990-те години Сумак напомня за себе си в киното. Нейният глас звучи в песента Ataypura, във филма на братя Коен Големият Лебовски, други нейни песни също влизат в саундтрака на някои филми.
През последното си десетилетие певицата водила крайно уединен начин на живот. Освен това тя щателно крие обстоятелства около биографията си. В различни нейни биографии годината на раждане варира – от 1921 до 1929 г., но нейния приятел и гримьор Деймън Девин съобщава, че в акта за раждане на Сумак е записана датата 13 септември 1922 г. Умира в Лос Анджелис на 1 ноември 2008 г. от рак на дебелото черво.

## Дискография
- Поне 20 перуански народни песни, записани с оркестъра на Моузис Виванко, (1943)
- Voice of the Xtabay (1950)
- Flahooley (1951)
- Legend of the Sun Virgin (1952)
- Inca Taqui (1953)
- Voice of the Xtabay & Inca Taqui, (1955)
- Mambo! (1954)
- Legend of the Jivaro (1957)
- Fuego Del Ande (1959)
- Recital (1961)
- Miracles (1971)
- I Wonder on Stay Awake: Various Interpretations of Music from Vintage Disney Films, (1988) (една от певиците в албума)